# Pravisdomini
Pravisdòmini (Pravisdòmini in veneto e in friulano) è un comune italiano di 3 494 abitanti del Friuli-Venezia Giulia.

## Origini del nome
Il toponimo deriva dal latino pratum vice domini espressione con cui si indicavano i possedimenti che un visdomino amministrava per conto del patriarca di Aquileia o del vescovo di Concordia.

## Storia
I primi insediamenti nel territorio di Pravisdomini risalgono al neolitico (II millennio a.C.) e a in questo periodo vanno collocate le selci lavorate individuate presso le rive del Sile a Panigai. Si aggiungono poi dei frammenti di ceramica dell'età del bronzo.
Le testimonianze della successiva epoca romana dimostrano come il territorio, parte dell'agro di Concordia, fosse centuriato.
Le prime notizie scritte su Pravisdomini compaiono dopo l'anno Mille, ma solo dal Trecento le informazioni si fanno più chiare: prima di allora, infatti, la sua storia fu strettamente legata a quella del feudo di Frattina, amministrato dalla famiglia omonima. La circoscrizione dipendeva dal vescovado di Concordia, a sua volta sottoposto al Patriarca di Aquileia.
Con la conquista della Serenissima (1420), divenne feudo dei Michiel, mentre nel 1434 divenne parrocchia emancipandosi dalla pieve di Azzano.
Nel 1477 l'abitato fu devastato dalla celebre invasione dei Turchi che interessò tutto il Friuli.
Caduta Venezia, sotto il Regno d'Italia di Napoleone rappresentò un comune di terza classe incluso nel dipartimento del Tagliamento e nel cantone di San Vito. Passato al regno Lombardo-Veneto, divenne parte della provincia del Friuli.
Con un referendum del 18 ottobre 2015 la popolazione ha rifiutato la proposta di fusione con il comune di Azzano Decimo, con l'82,62% dei voti.

### Simboli
Lo stemma e il gonfalone sono stati concessi con decreto del presidente della Repubblica n. 375 del 5 dicembre 1984.
Il gonfalone è un drappo partito di giallo e di rosso.

## Monumenti e luoghi d'interesse

### Architetture religiose

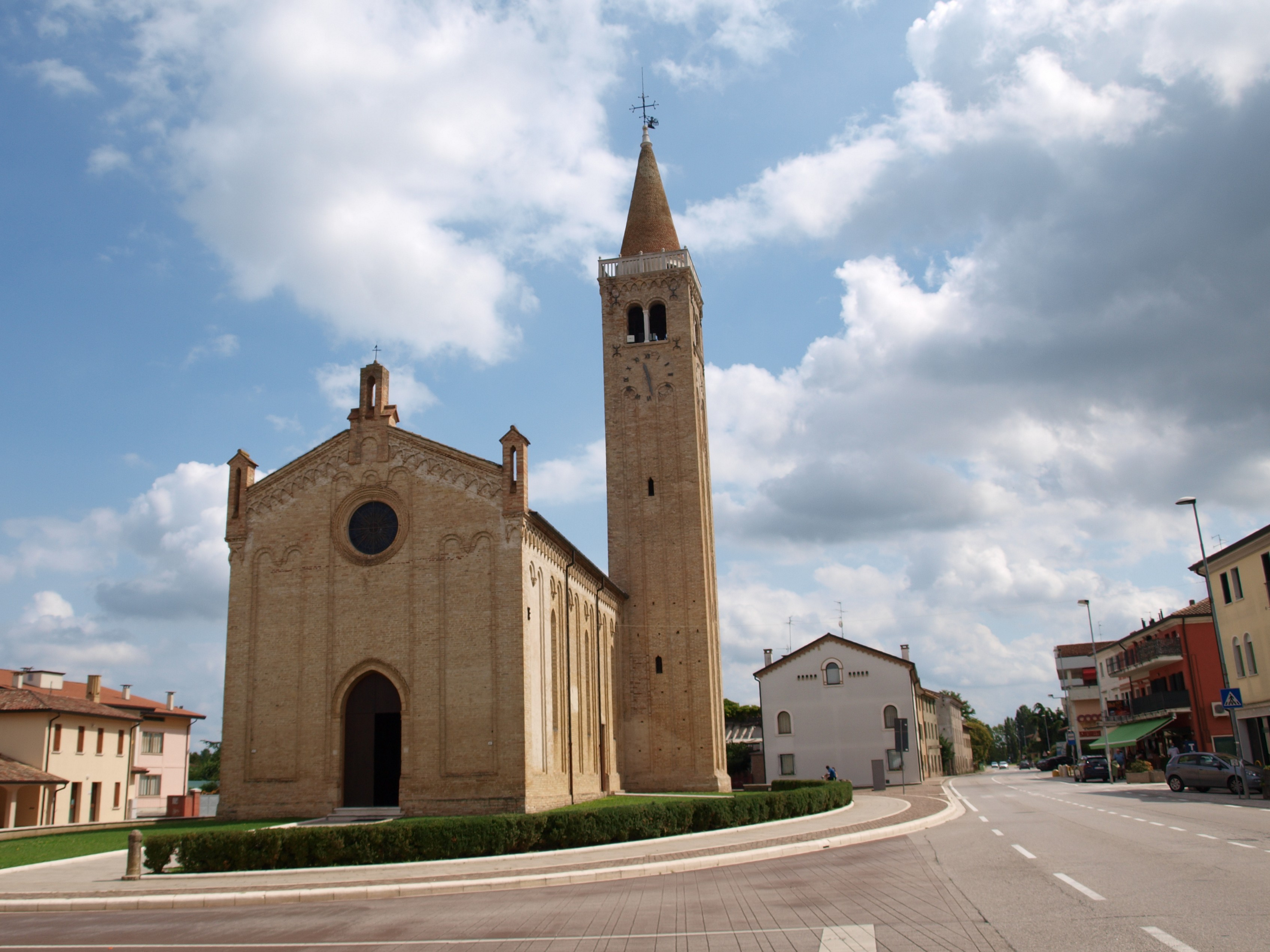
La chiesa parrocchiale di Sant'Antonio Abate

- Chiesa parrocchiale di Sant'Antonio, XV secolo: al suo interno custodisce una pala di Pomponio Amalteo
- Oratorio della Madonna della Salute
- Chiesa parrocchiale di San Martino, in frazione Barco
- Chiesa parrocchiale di San Nicolò, in frazione Frattina
- Chiesa di San Giuliano, in frazione Panigai: l'interno dell'edificio è impreziosito da affreschi quattrocenteschi attribuiti a Pietro da San Vito o ad Andrea Bellunello

### Architetture civili
- Villa Morocutti e Villa Girardi
- Villa Panigai-Ovio[10] (frazione di Panigai)
- Villa Frattina (frazione di Frattina)

### Aree naturali
- Palù di Barco

## Società

### Evoluzione demografica
Abitanti censiti

### Etnie e minoranze straniere
Al 31 dicembre 2017 gli stranieri residenti nel comune erano 624, ovvero il 17,8% della popolazione. Di seguito sono riportati i gruppi più consistenti:
1. Romania, 204
2. Marocco, 92
3. India, 71
4. Macedonia, 65
5. Albania, 51
6. Pakistan, 21

## Amministrazione
| Periodo | Periodo   | Primo cittadino   | Partito                     | Carica  | Note |
| ------- | --------- | ----------------- | --------------------------- | ------- | ---- |
| 1986    | 1990      | Giulio Moro       | Partito Socialista Italiano | Sindaco |      |
| 1990    | 1995      | Elvira Conte      | Lista civica                | Sindaco |      |
| 1995    | 1996      | Maurizio Siagri   | Centro sinistra             | Sindaco |      |
| 1996    | 2001      | Graziano Campaner | Centro sinistra             | Sindaco |      |
| 2001    | 2006      | Graziano Campaner | Centro sinistra             | Sindaco |      |
| 2006    | 2011      | Maurizio Siagri   | Centro sinistra             | Sindaco |      |
| 2011    | 2016      | Graziano Campaner | Lista civica                | Sindaco |      |
| 2016    | 2021      | Davide Andretta   | Lista civica + Lega nord    | Sindaco |      |
| 2021    | in carica | Davide Andretta   | Lista civica + Lega S.P.    | Sindaco |      |

## Cultura
Nel mese di dicembre 2017 si è svolto il Concorso Internazionale Fotografico Città Storica di Pravisdomini.

## Infrastrutture e trasporti

### Strade
- Strada statale 14 della Venezia Giulia - 10 km da Pravisdomini
- Autostrada A4 - casello di San Stino di Livenza - 12 km da Pravisdomini
- Autostrada A28 - casello di Villotta - 8 km da Pravisdomini

### Ferrovie
Pravisdomini era servita da una fermata della Ferrovia San Vito al Tagliamento-Motta di Livenza, chiusa a seguito dell'alluvione del 1966.

## Sport
Ha sede nel comune la società di calcio A.S.D. Pravis 1971, militante nel campionato di Prima Categoria girone A.